# Hodice
Hodice (en allemand : Höditz) est une commune du district de Jihlava, dans la région de Vysočina, en République tchèque. Sa population s'élevait à 708 habitants en 2024.

## Géographie
Hodice se trouve à 3 km au sud de Třešť, à 17 km au sud-ouest de Jihlava et à 117 km au sud-est de Prague.
La commune est limitée par Třešť au nord, par Panenská Rozsíčka à l'est, par Sedlejov au sud, par Třeštice au sud et au sud-ouest, et par Růžená à l'ouest.

## Histoire
La première mention écrite de la localité date de 1303.

## Transports
Par la route, Ždírec se trouve à 2,7 km de Třešť, à 19,5 km de Jihlava et à 149 km de Prague.